# Paradoxe de la prévention
Le paradoxe de la prévention a été formellement décrit pour la première fois en 1981 par l'épidémiologiste Geoffrey Rose. Le paradoxe de la prévention décrit une situation apparemment contradictoire où la majorité des cas d'une maladie proviennent d'une population à risque faible ou modéré de cette maladie, et seule une minorité de cas provient de la population à haut risque (de la même maladie), parce que le nombre de personnes à haut risque est faible.
En particulier pendant la pandémie COVID-19 de 2019 et 2020, le terme « paradoxe de la prévention » a également été utilisé pour décrire le paradoxe apparent des personnes remettant en question les étapes pour empêcher la propagation de la pandémie parce que la propagation prophétisée ne s'est pas produite. Ceci est cependant plutôt un exemple de prophétie autodestructrice.

## Exemples
Par exemple, Rose décrit le cas du syndrome de Down où l'âge maternel est un facteur de risque. Pourtant, la plupart des cas de trisomie 21 naissent de mères plus jeunes et à faible risque (ce qui est vrai quand la plupart des femmes qui donnent naissance à des enfants sont jeunes). Cette situation est paradoxale car il est courant et logique d'assimiler les populations à haut risque à la majorité de la charge de morbidité.
Un autre exemple concerne la consommation d'alcool. La majorité des problèmes d'alcool ne se concentrent pas chez les buveurs les plus dépendants. Un meilleur gain sociétal sera obtenu en réduisant légèrement la consommation d'alcool dans un groupe beaucoup plus large de buveurs « à risque », qui présentent des problèmes moins graves, qu'en essayant de limiter les problèmes chez un plus petit nombre d'alcooliques dépendants.
Le paradoxe de la prévention est un problème rencontré lorsque les autorités lancent des actions à grande échelle pour améliorer la santé.